# Буддхадаса
Бхиккху Буддадаса (тайск. พุทธทาสภิกขุ 27 мая 1906 — 25 мая 1993) — тайский и буддийский общественный деятель, философ-аскет XX в.. Известен как инновационный интерпретатор учения Будды и реформатор буддизма в Таиланде. Был сторонником идей буддийского социализма.

## Биография
Родился 27 мая 1906 года в деревне Фумриане (район Чайя, г. Сураттхани, Южный Таиланд). При рождении носил имя Нгыам Панит (тайск. เงื่อม พานิช).
29 июля 1926 года отказался от мирской жизни и стал буддийским монахом — бхикшу. После рукоположения, молодой монах около двух лет учился в Бангкоке, но был разочарован в грязных и коррумпированных монастырях этого города, а также в жизни сангхи, по его мнению нарушающей идеалы буддизма. После чего вернулся в родную деревню.
Там в местной церкви начал читать проповеди в традициях оригинального буддизма. Он старался избегать обрядности и политики, которая доминировала в тайском буддизме того времени. Его необыкновенные способности доступно переводить аспекты буддийской философии вскоре привлекли к себе много сторонников, среди них были и сторонники других религий (напр. христианства). Недалеко от деревни занялся разработкой храма в лесном массиве, который он назвал Суан Моккхабаларама (Суан от тайск. «сад», Моккхабаларама пали «роща силы освобождения»), сокращенно Суан Моккх («сад освобождения»).
Во время мирной революции 1932 года идеи монаха были приняты одним из её лидером Приди Паномионгом. И после фашистского переворота 1939 года Буддхадаса оставался известен как рассказчик сиамской религиозной культуры. В 60-е гг. XX века был вдохновителем определенного круга тайских общественных деятелей и художников.
В целом, являлся теоретиком буддийского социализма, однако пытался использовать сравнительный подход и стремился объяснить буддийское учений через другие религиозные течения, такие как дзен, дао, индуизм, христианство, ислам, также использовал достижения естественных наук.
В 1993 году он основал Международный Дхамма Центр, чтобы помочь в учении буддизма иностранным студентам. Умер в том же году 25 мая, был кремирован в лесу Суан Моккх.

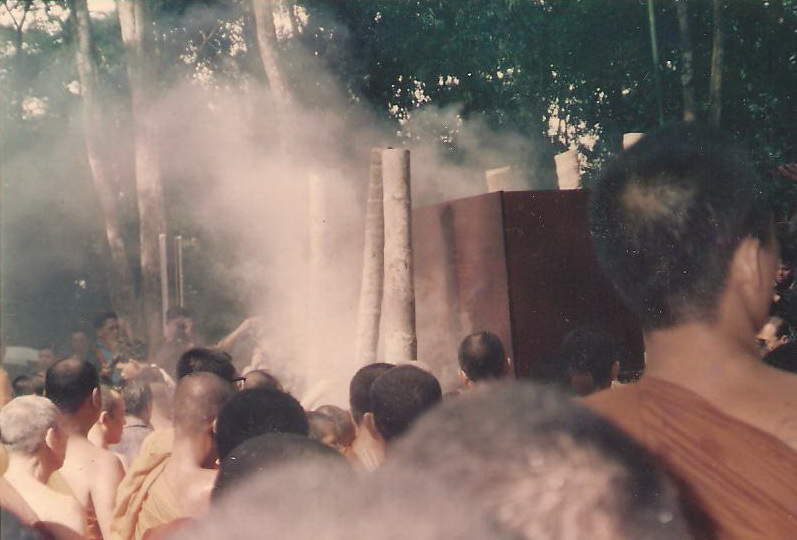
Кремация Буддадасы

## Книги
- A,B,C Буддизма. 1982.
- Пособие для человечества Buddhadasa’s most well-known book.
- Сердцевина дерева Бодхи. Susan Usom Foundation, 1985.
- Ключи к природной Истине. Trans. R. Bucknell and Santikaro. N.d. First published 1988.
- Я и Мне: Избранные очерки Бхиккху Буддхадасы Thēpwisutthimēthī, Buddhadasa, Swearer. SUNY Press, 1989.
- Внимательность с дыханием. Trans. Santikaro. Second Edition. The Dhamma Study & Practice Group. 1989.
- Нет религии. Trans. Punno, First electronic edition: September 1996.
- Патиччacaммуппадa: Практическая зависимость возникновения The Dhamma Study & Practice Group, 2002

## Перевод книг Буддхадасы на русский язык
- Анапанасати. Развитие осознанности с дыханием. Русский перевод: Кун Ден, редакция: SV.
- Основы буддизма (The A,B,C of Buddhism). Русский перевод :Кун Ден, редакция: SV.
- Руководство к жизни (Handbook For Mankind). Русский перевод: Кун Ден, редакция: Павел Цветков.
- Пустой ум (Void Mind) Русский перевод: Кун Ден, редакция: Павел Цветков.
- Сердцевина дерева Бодхи / Сантикаро Бхиккху. Перевод с английского Евгении Евмененко. — Ганга, 2021. — 252 с.